# Helen Clitheroe
Helen Teresa Pattinson-Clitheroe, angleška atletinja, * 2. januar 1974, Preston, Lancashire, Anglija, Združeno kraljestvo.
Nastopila je na poletnih olimpijskih igrah v letih 2000 in 2008, leta 2000 se je uvrstila v polfinale teka na 1500 m. Na evropskih dvoranskih prvenstvih je osvojila naslov prvakinje v teku na 3000 m leta 2011, na igrah Skupnosti narodov pa bronasto medaljo v teku na 1500 m leta 2002. 